# ريان فانتي
ريان فانتي هو لاعب كرة قدم كندي في مركز الهجوم، ولد في 24 فبراير 1986 في تورونتو في كندا. لعب مع Valentine FC ‏.